# Poker des Caraïbes
Le Poker des Caraïbes ou Caribbean Stud Poker, également appelé Tropical Stud Poker, est une version du Stud à cinq cartes, jouée principalement dans les casinos. À l'instar du blackjack le joueur affronte le croupier, plutôt que les autres joueurs.

## Règle du jeu
Le jeu se joue avec un jeu de cinquante-deux cartes. Les joueurs doivent payer leur ante avant le déroulement de la partie. Chacun reçoit cinq cartes. Après la distribution des cartes (le croupier retourne la dernière carte du jeu de la banque), chaque joueur parie en fonction de sa main : passer (et perdre l'ante), miser (en payant le double de l'ante) ou, dans les versions "Oasis", acheter une carte.
S'il a la possibilité d'acheter (échanger) une carte de son jeu, il lui faut payer le montant de l'ante pour cette carte. Cet achat n'est pas récupéré si l'on gagne. En Belgique, l'achat d'une carte implique de participer au jeu (pas possible de passer).
La banque retourne son jeu. Elle ne se qualifie que si elle a au minimum As+Roi. Si la banque ne se qualifie pas ("n'a pas de jeu"), elle paie le montant de l'ante aux joueurs.
Si la banque est qualifiée, elle compare son jeu avec chaque joueur (en commençant par celui se trouvant à la dernière place). S'il a une meilleure main que la banque, le joueur gagne 1x son ante et un multiple de sa mise, selon la main qu'il a. La grille de payements est le plus souvent la suivante :
- AR ou 1 paire : 1x
- double paire : 2x
- brelan : 3x
- quinte (straight) : 4x
- couleur (flush) : 5x
- full : 7x
- carré : 20x
- quinte flush : 50X
- quinte flush royale : 100x

En cas d'égalité, il y a coup nul (push) et le joueur ne perd pas et ne gagne pas non plus.
Dans certains casinos, les règles suivantes s'appliquent :
- En cas d'égalité, on utilise pas de carte "kicker".
- Il n'y a pas de comparaison sur les flush : deux couleurs se valent toujours quelle que soit leur composition.
- En cas d'égalité avec As/Roi, le joueur perd.

Les joueurs n'ont pas le droit de se communiquer des informations sur leurs mains respectives.
Au Royaume-Uni, le jeu est officiellement connu sous le nom de "Casino Five Card Stud Poker" et tous les casinos ne proposent pas de tirage au sort du jackpot,,. Ceux qui ont un prix, généralement de grands réseaux, appellent officiellement le jeu "Five Card Stud Poker with Casino Jackpot" (Poker de Stud à cinq cartes avec Jackpot du Casino). Dans les deux cas, le jeu est communément appelé "poker de stade de casino".
Les règles de base au Royaume-Uni sont les mêmes qu'aux États-Unis,, bien que les gains soient différents - la mise maximale est généralement de 100 £ sur l'ante et de 200 £ sur le rake, et tous les gains sont payés sur le rake, ce qui signifie que le gain maximal peut potentiellement être de 10 000 £.

## L'histoire
En raison de la popularité du poker, les casinos ont créé des jeux de bankroll maison pour encourager les amateurs de poker à jouer à d'autres jeux de table. La naissance du jeu n'est pas très bien documentée, ce qui est inhabituel pour un jeu relativement nouveau,. Selon une version, les règles du poker caribéen ont été inventées en 1987 par un joueur de poker sans succès qui les a enseignées à un autre joueur - le professionnel du poker James Suttle - en échange d'une certaine somme d'argent (un fait que Suttle lui-même, comme on peut s'y attendre, nie). Le joueur de poker professionnel David Sklansky a affirmé avoir inventé le jeu en 1982, sous le nom de "Casino Poker". Cette première version comportait quelques différences, comme le fait que le croupier avait deux cartes ouvertes au lieu d'une seule. De même, le jeu qu'il aurait fondé n'avait pas de jackpot progressif. En raison des lois sur les brevets, Sklansky n'aurait pas réussi à breveter le "Casino Poker". Quelques années plus tard, il a été contacté par un joueur de poker qui a apporté le jeu au King International Casino d'Aruba (aujourd'hui Excelsior Casino) et l'a breveté. Les règles ont été légèrement modifiées pour créer un jeu de Caribbean Stud Poker moderne.